# 汾河公園

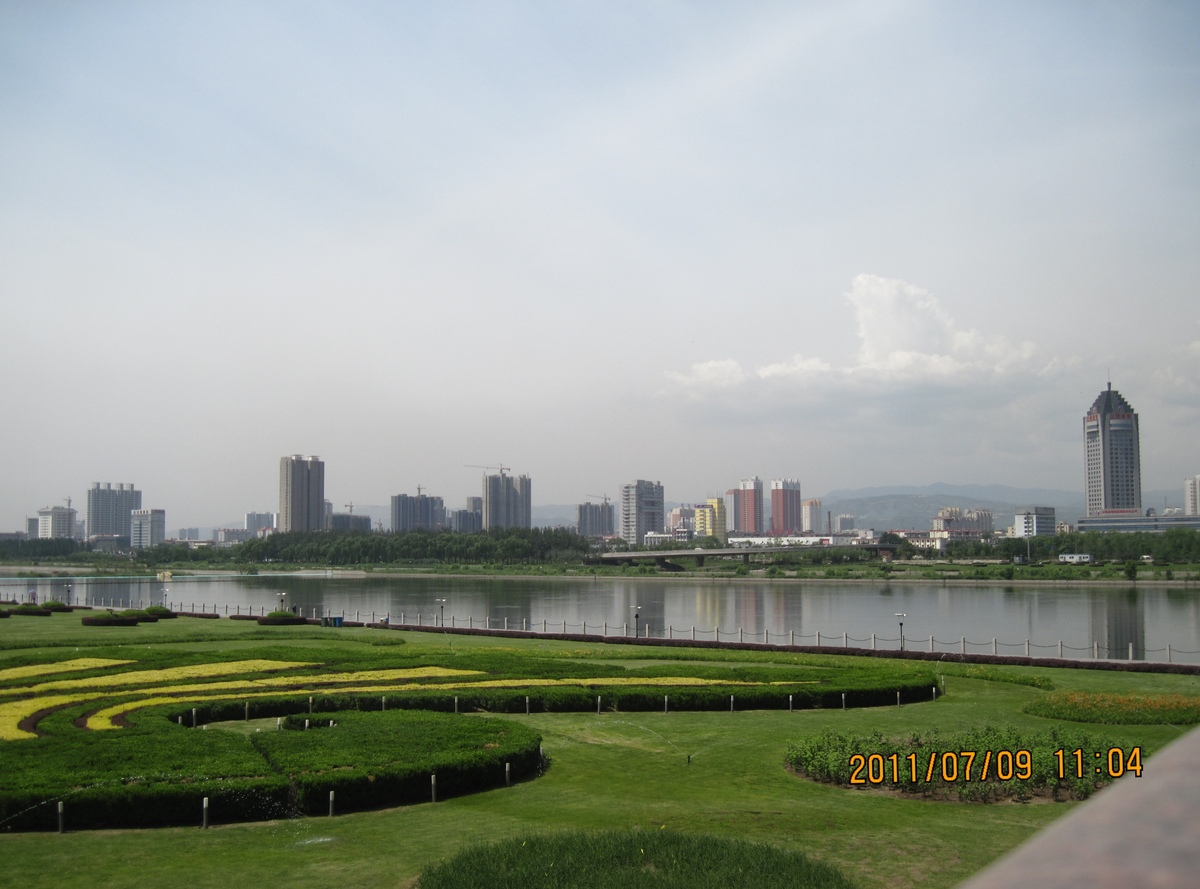
汾河公园，2011年7月摄

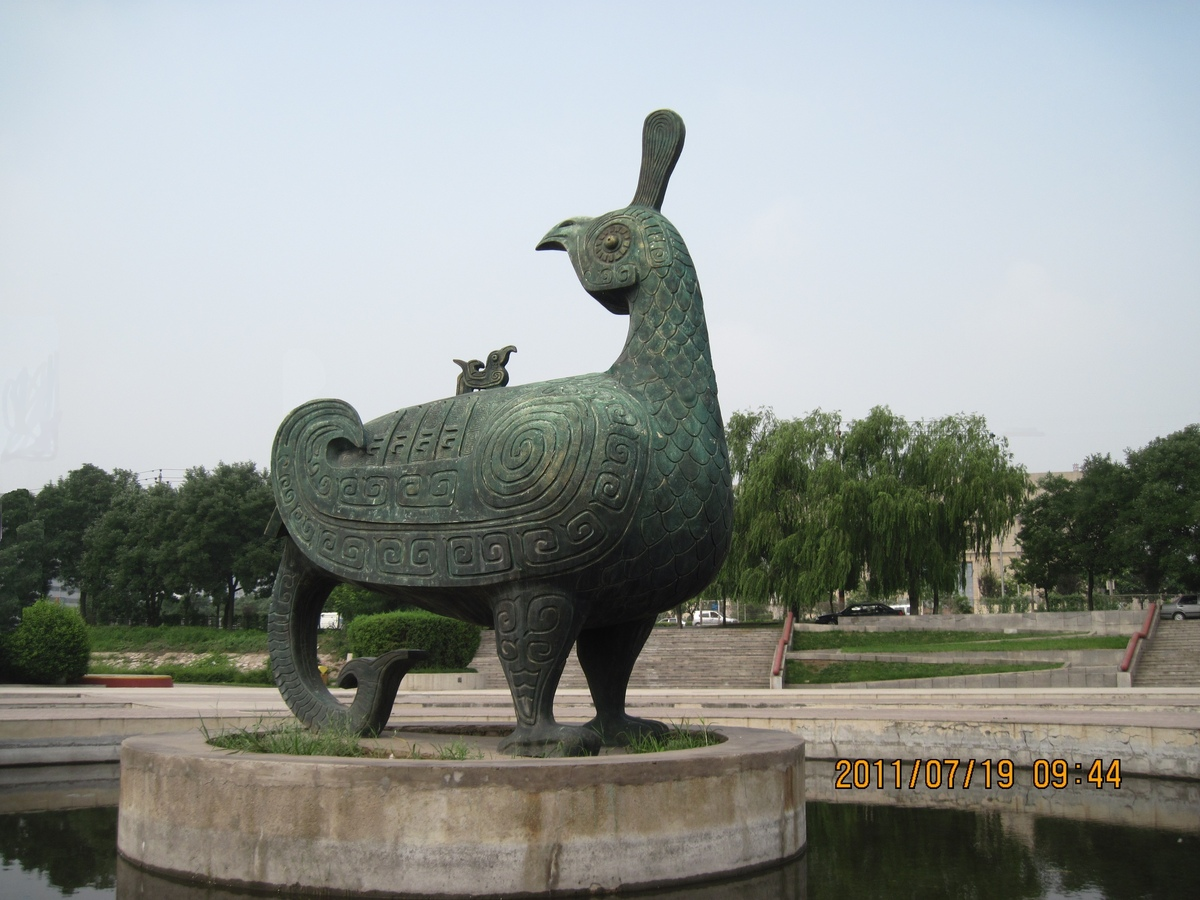
汾河公园西岸鸟尊塑像。鸟尊原件藏山西博物院，为镇馆之宝

汾河公園是在中華人民共和國山西省太原市汾河兩側修建的公園。全長20.5（12.7英里）。汾河公園因夾河而建，因此其中還建有人工複式河槽，並有堤壩將之分成清水渠和渾水渠兩部份。

## 歷史
汾河公園的建造要歸因於汾河太原城區段治理美化工程，1998年10月始建，2000年9月第一期工程完工，同月對外開放，當時長度約有6（3.7英里）。
2001年12月28日，中華人民共和國建設部授予其“中國人居環境範例獎”，並將之推薦給聯合國相關項目。
有媒体声称汾河公園项目在2002年5月30日获得了联合国人居署“2002聯合國迪拜國際改善人民環境最佳範例稱號獎”。但是2002年的报道称，汾河公园项目根本没有入围迪拜奖的最后评选，获奖的中国项目是“广州城市环境综合整治五年行动”；迪拜奖的官方网站上也显示，该年获奖的单位没有汾河公园。
2005年8月，國家水利部將汾河公園列入第五批国家水利風景區，同年10月國家體育總局將之認定為“優秀體育公園”。
2011年9月24日，汾河公園南延段對外開放，長度達到20.5（12.7英里）。
2019年6月，汾河警区三期南延正式开放，北起龙城大街祥云桥南500（1,600英尺），南至迎宾桥南2（1.2英里），全长12（7.5英里）。三期工程于2016年8月开工，总投资31.9亿元，历时两年多建成。汾河河道总宽度约450（1,480英尺），其中水域平均宽度约300（980英尺），两岸景观绿地平均宽度约150（490英尺）。三期工程的建成，让太原市汾河新增水面面积360万平方米，两岸新增绿地面积约180万平方米。